# Holiday (Lil Nas X-dal)
A Holiday (stilizálva: HOLIDAY) Lil Nas X amerikai rapper és énekes kislemeze, amely 2020. november 13-án jelent meg a Columbia Records kiadón keresztül. Az album előzetese, a The Origins of Holiday november 8-án jelent meg. Egy karácsonyi dal, amely a fordulópont a 7 (2019) című középlemeze és a következő kislemeze, a Montero (Call Me by Your Name) között.

## Videóklipek

### The Origins of Holiday
A The Origins of Holiday videóklip előzetest Jason Koenig rendezte, a producere pedig Ron Perry, Saul Levitz és Bridgitte Pugh volt. A klipben Lil Nas X látható, amint felveszi a télapó identitását, Tim Allen karakteréhez hasonlóan az 1994-es Télapu című filmben. Michael J. Fox alakítja a klipben Marty McFly karakterét a Vissza a jövőbe trilógiából.

### Holiday
A Holiday videóklipjét Gibson Hazard és Lil Nas X rendezte. A klipben Lil Nas X egy futurisztikus télapóként szerepel, 2220. december 24-én.

## Népszerűsítés
2020. november 10-én a Roblox bejelentette, hogy 2020. november 14-én megrendezésre kerül a Lil Nas X Concert Experience. A koncertet a kislemez népszerűsítésére használták, Lil Nas X a játékon keresztül énekelte ismert dalait. Az eseményt 33 millióan tekintették meg, sikeres volt.

## Slágerlisták
| Slágerlista (2020–2021)              | Legmagasabb pozíció |
| ------------------------------------ | ------------------- |
| Ausztrália (ARIA)                    | 42                  |
| Ausztria (Ö3 Austria Top 40)         | 13                  |
| Belgium (Ultratop 50 Flanders)       | 9                   |
| Belgium (Ultratop 50 Wallonia)       | 16                  |
| Kanada (Canadian Hot 100)            | 26                  |
| Csehország (Singles Digitál Top 100) | 16                  |
| Finnország (Suomen virallinen lista) | 7                   |
| Franciaország (SNEP)                 | 70                  |
| Németország (Official German Charts) | 29                  |
| Görögország (IFPI)                   | 10                  |
| Magyarország (Single Top 40)         | 20                  |
| Magyarország (Stream Top 40)         | 4                   |
| Izland (Plötutíðindi)                | 10                  |
| Írország (IRMA)                      | 18                  |
| Litvánia (AGATA)                     | 3                   |
| Hollandia (Single Top 100)           | 39                  |
| New Zealand Hot Singles (RMNZ)       | 10                  |
| Norvégia (VG-lista)                  | 10                  |
| Portugália (AFP)                     | 36                  |
| Szlovákia (Singles Digitál Top 100)  | 15                  |
| Svédország (Sverigetopplistan)       | 60                  |
| Svájc (Schweizer Hitparade)          | 26                  |
| Brit kislemezlista (OCC)             | 23                  |
| US Billboard Hot 100                 | 37                  |
| US Hot R&B/Hip-Hop Songs (Billboard) | 11                  |
| US Mainstream Top 40 (Billboard)     | 25                  |
| US Rhythmic (Billboard)              | 12                  |

| Slágerlista (2020)           | Pozíció |
| ---------------------------- | ------- |
| Magyarország (Stream Top 40) | 70      |

## Minősítések
| Régió                        | Minősítés | Példányszám |
| ---------------------------- | --------- | ----------- |
| Belgium (BEA)                | Arany     | 20,000      |
| Brazília (Pro-Música Brasil) | Platina   | 40,000      |
| Lengyelország (ZPAV)         | Arany     | 10,000      |
| Portugália (AFP)             | Arany     | 5,000       |
| Svájc (IFPI Switzerland)     | Arany     | 10,000      |
| Egyesült Királyság (BPI)     | Ezüst     | 200,000     |
| Egyesült Államok (RIAA)      | Platina   | 1,000,000   |
| Streaming                    |           |             |
| Görögország (IFPI Greece)    | Arany     | 1,000,000   |
| Svédország (GLF)             | Platina   | 8,000,000   |

## Kiadások
| Régió            | Dátum              | Formátum                         | Kiadó    | For.          |
| ---------------- | ------------------ | -------------------------------- | -------- | ------------- |
| Világszerte      | 2020. november 13. | - digitális letöltés - streaming | Columbia | [ 45 ] [ 46 ] |
| Egyesült Államok | 2020. november 17. | kortárs slágerrádió              | Columbia | [ 47 ]        |
| Egyesült Államok | 2020. november 17. | ritmikus rádió                   | Columbia | [ 48 ]        |
| Olaszország      | 2020. november 20. | kortárs slágerrádió              | Columbia | [ 49 ]        |
| Egyesült Államok | 2021. január 18.   | kortárs felnőtt slágerrádió      | Columbia | [ 50 ]        |